# 佐藤雄能

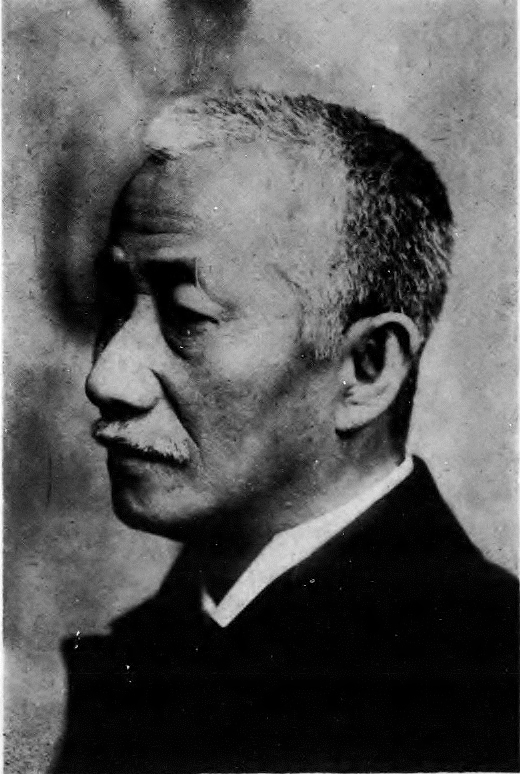
佐藤雄能

佐藤 雄能（さとう ゆうのう、慶応元年5月3日（1865年5月27日） - 昭和14年（1939年）10月30日）は、山形県東田川郡（現・鶴岡市）出身の、日本の教育者。鉄道省事務官。幼名は雄之助。

## 経歴
- 1865年（慶応元年）5月27日 - 庄内藩士・辻新右衛門の4男として鶴岡に生まれる。
- 1884年（明治17年） - 神職・佐藤正孝の養嗣子となる。
- 1886年（明治19年） - 山形県師範学校を卒業し天童小学校訓導となる。
- 1888年（明治21年） - 上京し東京専門学校（現・早稲田大学）行政科に入学する。
- 1890年（明治23年） - 同校を卒業する。
- 1892年（明治25年） - 山添小学校に勤務する。
- 1894年（明治27年） - 鶴岡・酒田間の鉄道布設計画の実地調査に従事する。
- 1896年（明治29年） - 有志の資金援助を得て東京に荘内館（現・財団法人やまがた育英会・駒込学生会館）を設立する。
  - 以後、東京鉱山監督署、農商務省特許局、逓信省鉄道局、鉄道省に務める。
- 1933年（昭和8年） - 鉄道省事務官を退官する。日本通運（株）の監事となる。
- 1939年（昭和14年） - 日本通運（株）の監事を退任する。
  - 10月30日、死去する。享年75。

## 栄典
位階
- 1917年（大正6年）5月30日 - 従七位[1]
- 1922年（大正11年）1月30日 - 正七位[2]
- 1924年（大正13年）10月15日 - 従六位[3]
- 1927年（昭和2年）7月1日 - 正六位[4]
- 1932年（昭和7年）2月15日 - 従五位[5]
- 1933年（昭和8年）4月6日 - 正五位[6]

勲章等
- 1915年（大正4年）11月10日 - 大礼記念章（大正）[7]
- 1917年（大正6年）6月26日 - 勲八等瑞宝章[8]
- 1920年（大正9年）2月28日 - 勲七等瑞宝章[9]
- 1922年（大正11年）2月23日 - 勲六等瑞宝章[10]
- 1927年（昭和2年）8月19日 - 勲五等瑞宝章[11]

## 著書
- 1917年（大正6年） - 『鉄道会計』 同文館
- 1918年（大正7年） - 『株式会社会計』 同文館
- 1922年（大正11年） - 『実用鉄道会計』 同文館
- 1925年（大正14年） - 『株式会社』 岩波書店
- 1929年（昭和4年） - 『鉄道経営の理論と実際』 同文館
- 1937年（昭和12年） - 『鉄道会計研究』 森山書店
- 1943年（昭和18年） - 『鉄道評価の諸問題』 春秋社

## 家族親族
- 父：辻新右衛門 - 庄内藩士
- 養父：佐藤正孝 - 神主
- 弟：石井武膳 - 庄内藩士、大泉藩権少参事
- 長男：佐藤正能 - 教育者、荘内館監督
- 四男：佐藤正己 - 植物学者、理学博士、茨城大学名誉教授

## 参考資料
- 『庄内人名辞典』 編纂・出版：庄内人名辞典刊行会